# Jonathan Mridha
Jonathan Mridha (* 8. April 1995 in Stockholm) ist ein schwedischer Tennisspieler.

## Karriere
Mridha spielt hauptsächlich auf der ITF Future Tour und seltener auf der ATP Challenger Tour. Bislang konnte er zwei Future-Titel im Doppel im Jahr 2015 gewinnen.
2015 kam er in Båstad bei den SkiStar Swedish Open durch eine Wildcard zu seinem Debüt im Doppel auf der ATP World Tour. An der Seite von seinem Landsmann Fred Simonsson konnte er in der Auftaktrunde gegen die ebenfalls mit einer Wildcard gestarteten Schweden Isak Arvidsson und Markus Eriksson mit 6:4, 7:5 gewinnen, ehe er im Viertelfinale an Nicholas Monroe und Artem Sitak mit 6:7 (8:10) und 1:6 scheiterte.
2018 debütierte er für die schwedische Davis-Cup-Mannschaft.